# Почитание
Почита́ние — проявление почтения, глубокого уважения к кому-либо, чему-либо. 
Почитание может быть по отношению к родителям, начальству, природе, традициям, закону, тотемным животным, святым, божеству.

## Христианство
Почита́ние святы́х (культ святых, лат. veneratio, греч. δουλεία) — принятое в большинстве христианских конфессий учение (догмат), санкционирующее совершение почестей по отношению к святым, а также молитвенное обращение к ним.

### Происхождение почитания святых
Возникнув в христианской церкви на первых же порах её существования, вера в богоугодность и спасительность достодолжного чествования святых выразилась в установлении в память мучеников и других святых особых праздников, по примеру воскресного и других праздничных дней, с совершением соответствующих молитвословий и литургии (свидетельства Тертуллиана и св. Киприана; Постановления апостол. кн. VI, гл. 30; кн. VIII, гл. 33). Начиная с IV века везде открыто и торжественно происходит чествование святых, узаконенное двумя поместными соборами того же века: Гангрским и Лаодикийским. Вместе с тем развивается и определяется самое вероучение о почитании святых (Ефрем Сирин, Василий Великий, Григорий Нисский, Григорий Богослов, Иоанн Златоуст). Способствовало этому появление разных еретических лжеучений. Были, например, еретики, которые не только чествовали Богоматерь подобающим ей почитанием, как святейшей всех святых, но и воздавали ей божеские почести, поклонялись и служили ей наравне с Богом. Это вызвало св. Епифания как на обличение заблуждающихся, так и на выяснение истинного церковного учения о почитании святых. В начале V века появились еретики которые стали упрекать церковь в том, что будто бы ею допускается божеское чествование святых с таким же поклонением им и служением, и этим восстанавливается древнеязыческое идолопоклонство и ниспровергается вера в истинного Бога, которому одному нужно поклоняться и служить. Во главе этого рода лжеучителей, состоявших по преимуществу из евномиан и манихеев, стал испанец Вигилянций. Против него выступили блаженные Иероним Стридонский и Августин Гиппонийский. Вера в обязательность и спасительность достодолжного чествования святых неизменно сохранялась в Церкви и в последующие века; подтверждением чему служат свидетельства как отдельных пастырей церкви (Сальвиан, Кирилл Александрийский, Григорий Великий, Иоанн Дамаскин), так и целых соборов — поместного Карфагенского (419 год) и в особенности Седьмого Вселенского (второго никейского).
Противниками этого учения в Средние века были альбигойцы, павликиане, богомилы, вальденсы и сторонники учения Виклифа, в Новейшее время — вообще протестанты.
Почитая святых, как верных слуг, угодников и друзей Божих, церковь, вместе с тем, призывает их в молитвах, не как богов каких, могущих помогать нам своей собственной силой, а как предстателей наших пред Богом, единым источником и раздаятелем всех даров и милостей тварям (Иак. 1:17) и ходатаев наших, имеющих силу ходатайства от Христа, который «един (есть)» в собственном смысле и самостоятельный «посредник между Богом и человеками, предавший Себя для искупления всех» (1Тим. 2:5−6)
Начало молитвенного призывания святых видно ещё в церкви ветхозаветной: царь Давид взывал к Богу: «Господи, Боже Авраама, Исаака и Израиля, отцов наших» (1Пар. 29:18). Апостол Иаков преподает верующим заповедь молиться друг за друга и к этому прибавляет: «много может усиленная молитва праведного» (Иак. 5:16). Апостол Пётр обещал верующим и после своей смерти не прерывать попечения о них (2Петр. 1:15). Апостол Иоанн засвидетельствовал, что святые возносят свои на небе молитвы пред Агнцем Божим, помня в них и о сочленах своих в церкви воинствующей (см. Откр. 5:8; 8:3, 4). На основании Священных Писания и Предания Церковь всегда учила призывать святых, с полной уверенностью в их предстательстве за нас перед Богом. Это учение и верование церкви содержится во всех древнейших литургиях, например апостола Иакова и иерусалимской церкви, появившиеся в IV в. и вошедшие в церковно-богослужебную жизнь чины литургии св. Василия Великого и Иоанна Златоуста ясно доказывают, что призывание святых в это время было явлением всеобщим. Почитание святых не прекратилось и в период иконоборчества. Иконоборческий собор (754 год): «кто не исповедует, что все святые… досточтимы пред очами Божиими… и не просит молитв у них, как у имеющих, согласно церковному преданию, дерзновение ходатайствовать о Мире, — анафема». Несмотря на то, что вскоре его постановления были отвергнуты на Седьмом Вселенском соборе, сама практика почитания святых осуждению не подвергалась.
Учение о почитании и призывании святых сохраняется и в учении древневосточных церквей (Ассирийской церкви Востока, эфиопской, коптской, армянской и других). Противниками этого учения были различные протестантские течения. Лютер отверг почитание и призывание святых главным образом на том основании, что видел в них своего рода посредников между Богом и верующими, каковое посредство исключалось его личной, непосредственной верой. Ему казалось, что даже и прославленные святые своим посредством будут отдалять верующих от Христа, подобно тому, как здесь на земле отдаляют их от Него члены церковной иерархии. Поэтому он настаивал на мысли, что почитание святых является унижением заслуг Иисуса Христа, как единственного ходатая между Богом и людьми. Святые, по мнению Лютера — это только замечательные исторические лица, о которых нужно вспоминать с благоговением, говорить с уважением, но к которым нельзя обращаться с молитвой.

### Почитание и призывание святых
Православная церковь почитает праведников не как богов, а как верных слуг, угодников и друзей Бога; восхваляет их подвиги и дела, совершенные ими при помощи благодати Бога и во славу Бога, так что вся честь, воздаваемая святым, относится к величеству Божию, которому они благоугождали на земле своей жизнью; чествуют святых ежегодными воспоминаниями о них, всенародными празднествами, созиданием во имя их храмов и под.)
Православные и католики считают, что Священное Писание решительно запрещает оказывать кому-либо божеское поклонение и служение, кроме единого истинного Бога (Втор. 6:13; Ис. 42:8; Мф. 4:10; 23:9; 1Тим. 1:17), но вовсе не возбраняет воздавать надлежащее почтение (doulexa) верным слугам Бога, и притом так, чтобы вся честь относилась к Нему же Единому Мф. 25:40 , как «дивному во святых своих».
Царь Давид взывал: «мне же зело честни быша друзи Твои, Боже» (Псал. CXXXVIII, 17); сыны пророческие торжественно «поклонились до земли верному рабу и другу» Божию — Елисею (4Цар. 2:15). В Новом Завете сам Иисус Христос, подтвердив закон: «Господу Богу твоему поклоняйся, и Ему одному служи» (Мф. 4:10), сказал ученикам своим: «вы друзья мои, если исполняете то, что Я заповедую вам» (Ин. 15:14), и засвидетельствовал пред ними: «кто принимает вас, принимает Меня; а кто принимает Меня, принимает пославшего Меня» (Мф. 10:40), показывая, что честь, воздаваемая верным слугам Его и друзьям, относится к Нему самому, также и в Откровении устами Иоанна Богослова: «Побеждающему дам сесть со Мною на престоле Моем, как и Я победил и сел с Отцем Моим на престоле Его» (Откр. 3:21). Апостол Павел также говорит: «Поминайте наставников ваших, которые проповедовали вам слово Божие, и, взирая на кончину их жизни, подражайте вере их» (Евр. 13:7).
По мнению библеиста Андрея Десницкого: «христиане, да и не только они, время от времени просят других о молитвенной поддержке, потому что понимают: человеку трудно одному предстоять перед Богом, ему нужна помощь собратьев по вере, их согласная молитва обладает огромной силой. Именно о такой помощи и поддержке православные просят своих старших братьев и сестёр, которые уже закончили свой жизненный путь и предстоят перед Господом. Эти люди в своей жизни показали, как много может их молитва, как охотно они приходят на помощь другим — так неужели мы должны пренебрегать их поддержкой?»

### Античный политеизм и почитание святых
Сохранение античных традиций у последователей христианской религии находит своё выражение в сочетании предыдущих представлений с христианскими символами в искусстве, в литературе, в философии, в бытовой сфере и в самой религии. Внешняя схожесть античного политеизма и культа христианских святых вызывает критику со стороны атеизма. Ф. Энгельс заметил, что христианство «могло вытеснить у народных масс культ старых богов только посредством культа святых…» «Греческие жития мучеников-философов и политических деятелей, пострадавших за свои убеждения, послужили образцом для мифических житий вымышленных святых».
Впрочем, подобные взгляды имеют ответ Церкви, так, Сергей Булгаков объясняет:
Иногда делают сближение между почитанием святых и языческим культом героев или полубогов, приравнивая это почитание языческому многобожию. Однако эта параллель вовсе не так соблазнительна, как это кажется. Язычество, наряду с суевериями и заблуждениями, могло содержать в себе важные предвестия, «сень грядущего», которое могло быть, по причинам божественной педагогии, ради домостроительства ветхозаветной церкви, оставаться даже ей неведомым.

## Хасидизм
В хасидизме объектом особого почитания является цадик (ивр. צַדִיק‎ — праведник) — духовный вождь хасидской общины, на котором покоится шхина (Божественное присутствие). В иудаизме за пределами хасидизма цадиком (праведником) называется просто набожный и благочестивый человек. Он не является объектом поклонения или особого почитания.